# Hécatonicosachore 5,3,5/2
| Hécatonicosachore 5,3,5/2   | Hécatonicosachore 5,3,5/2  |
| --------------------------- | -------------------------- |
| Projection orthogonale      |                            |
| Type                        | Polychore de Schläfli-Hess |
| Cellules                    | 120 {5,3}                  |
| Faces                       | 720 {5}                    |
| Arêtes                      | 720                        |
| Sommets                     | 120                        |
| Figure de sommet            | {3,5/2}                    |
| Symbole de Schläfli         | {5,3,5/2}                  |
| Diagramme de Coxeter-Dynkin |                            |
| Groupe de symétrie          | H 4, [3,3,5]               |
| Dual                        | Hécatonicosachore 5,3,5/2  |
| Propriétés                  | Régulier                   |

En géométrie, l'hécatonicosachore 5,3,5/2 est un 4-polytope régulier étoilé ayant pour symbole de Schläfli {5,3,5/2}. C'est l'un des 10 polychores de Schläfli-Hess.
C'est l'un des quatre 4-polytopes réguliers étoilés découverts par Ludwig Schläfli.

## Polytopes associés
Il a la même disposition d'arêtes (en) que l'hexacosichore et l'hécatonicosachore icosaédral, ainsi que la même disposition de faces que le grand hécatonicosachore étoilé.
| H4   | -            | F4      |
| ---- | ------------ | ------- |
| [30] | [20]         | [12]    |
| H3   | A2 / B3 / D4 | A3 / B2 |
| [10] | [6]          | [4]     |